# Ujaku Akita
Ujaku Akita (秋田 雨雀 Akita Ujaku?,  Kuroishi, Prefectura de Aomori, 30 de enero de 1883-12 de mayo de 1962), cuyo verdadero nombre era Tokuzō Akita (秋田 徳三 Akita Tokuzō?), fue un novelista y esperantista japonés. Akita es conocido por sus obras de teatro, libros y cuentos para niños.

## Biografía

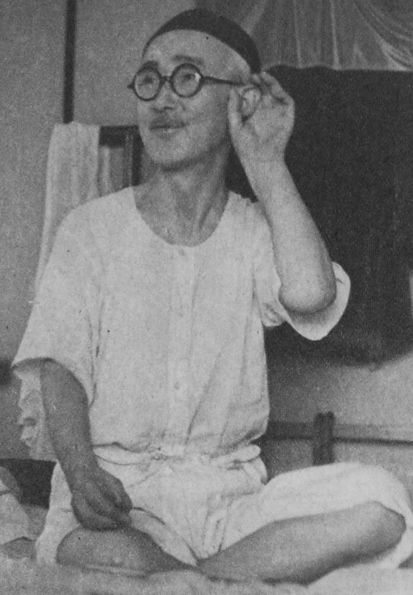
Akita en 1953.

Akita nació el 30 de enero de 1883 en la ciudad de Kuroishi, Aomori. Estudió literatura inglesa en la Universidad de Waseda y se interesó por el socialismo. En 1913, aprendió esperanto de Vasili Eroshenko, como resultado de una reunión casual, y pronto se convirtió en un líder del movimiento proletario esperanto, así como también un miembro del grupo "La Semanto" en 1921. Visitó la URSS en 1927 para las celebraciones del décimo aniversario de la revolución. En enero de 1931, ayudó a fundar la organización nacional Japana Prolet-Esperantista Unio (JPEU), que contaba con unos 150 miembros y con Akita como presidente. También tradujo las escrituras de Eroshenko al japonés y escribió un libro de texto en esperanto.
El ascenso del militarismo en Japón provocó dificultades para Akita; en el otoño de 1933 estuvo detenido durante varias semanas y fue obligado a escribir una larga declaración sobre sus actividades. Sin embargo, continuó trabajando y fundando una revista el próximo año, Teatoro (llamada así por la palabra esperanto para teatro), que todavía existe. Se unió al teatro Shinkyō Gekidan, pero sus actividades eran limitadas debido a que ya no era seguro representar obras de teatro con temas políticos. El JPEU fue también cerrado por la policía.
Después de la guerra, Akita estableció una escuela de artes escénicas y participó activamente en otras organizaciones, como la Nueva Sociedad Literaria de Japón (Shin Nihon Bungakukai) y estableció la Alianza de Ateos Militantes de Japón (Nihon Sentokteki Mushinronsha Domei). Murió en 1962. Un museo fue abierto en 1979 en su ciudad natal.

## Obras destacadas

### En Japonés
- Higashi no Kodomo ("Niños en el Este", antología, 1921)
- Taiyô to Hanazono ("El sol y el jardín de flores", antología, 1921)
- Mohan Esuperanto-Dokusyu: Memlernanto de Esperanto ("Esperanto por autoestudio", con Kenji Osaka, libro de texto, 1927)
- Ujaku jiden ("Autobiografía", 1953)

### Traducidas a Esperanto
- Tri dramoj ("Tres obras de teatro" traducido en 1927 por Haĵime Ŝuzui y Kaname Susuki)
  - Fonto de sudroj ("La fuente de Shudrá")
  - Danco de skeletoj ("Danza del esqueleto")
  - Nokto ĉe landolimoj ("Noche en las fronteras")
- Tiuj, kiuj ĉirkaŭas la ĉerkon ("Aquellos que se reúnen alrededor del ataúd" traducido cerca de 1925 por Junko Sibata)